# Повратак отписаних
Повратак отписаних је југословенска телевизијска серија, снимљена у продукцији Телевизије Београд 1976. и 1977. године. Ова серија представља наставак серије Отписани из 1974. године, која прати авантуре илегалаца у окупираном Београду за време Другог светског рата. Због велике популарности серије снимљен је и филм Повратак отписаних.
Серију је, као и претходни серијал, режирао Александар Аца Ђорђевић. Сценарио за серију су написали Гордан Михић и Зоран Ђорђевић, брат Александра Ђорђевића, иако је као аутор сценарија на шпици потписан творац серије Драган Марковић.
На педесетогодишњицу од премијерног емитовања првог серијала, серија је дигитално рестаурисана у Центру за дигитализацију ТВ архива РТС. Дигитализована верзија серије се од 28. новембра 2024. године емитовала на Првом програму Радио-телевизије Србије, сваког четвртка у 22 часа.

## Кратак садржај
У јесен 1944. Прле и Тихи, још увек млади, али опет ветерани покрета отпора заједно са Јоцом, старим и расположеним радио-оператером, треба да се са радио-станицом убаце у Београд, главни град Југославије, још увек окупиран од стране Немаца и остану у њему до ослобођења. Како се победничке партизанске снаге приближавају, Прле, Тихи и Јоца морају да наставе њихов посао у подземљу, како би припремили град за ослобођење.

## Списак епизода
Списак епизода и датум премијерног емитовања:
| Епизода       | Прво приказивање  |
| ------------- | ----------------- |
| 1. Повратак   | 1. јануар 1978.   |
| 2. Падобранци | 8. јануар 1978.   |
| 3. Двокрилац  | 18. јануар 1978.  |
| 4. Агент      | 22. јануар 1978.  |
| 5. Атентат    | 29. јануар 1978.  |
| 6. Мољац      | 5. фебруар 1978.  |
| 7. Вили       | 12. фебруар 1978. |
| 8. Злато      | 19. фебруар 1978. |
| 9. Бекство    | 26. фебруар 1978. |
| 10. Водовод   | 5. март 1978.     |
| 11. Електрана | 12. март 1978.    |
| 12. Мост      | 19. март 1978.    |
| 13. Кригер    | 26. март 1978.    |

## Улоге
| Глумац                  | Улога                         |
| ----------------------- | ----------------------------- |
| Павле Вуисић            | Јоца                          |
| Драган Николић          | Прле                          |
| Воја Брајовић           | Тихи                          |
| Злата Петковић          | Марија                        |
| Александар Берчек       | Мрки                          |
| Злата Нуманагић         | Сека                          |
| Стево Жигон             | мајор СС Кригер               |
| Васа Пантелић           | Крста Мишић                   |
| Рудолф Улрих            | пуковник СС Милер             |
| Петер Карстен           | Генерал Вармахта фон Фридрикс |
| Цане Фирауновић         | капетан СС Кениг              |
| Танасије Узуновић       | поручник СС Фукс              |
| Бранко Вујовић          | Ото                           |
| Јован Милићевић         | Бешевић                       |
| Столе Аранђеловић       | Иса                           |
| Драгомир Бојанић Гидра  | Микула                        |
| Душан Вујновић          | Лимар                         |
| Предраг Милинковић      | Гојко                         |
| Зоран Миљковић          | Илија                         |
| Страхиња Мојић          | Агент                         |
| Иван Јагодић            | Ратко (Двокрилац)             |
| Предраг Ејдус           | Мали                          |
| Богдан Диклић           | Жуле                          |
| Павле Богатинчевић      | Министар Велимир Јовић        |
| Милена Дравић           | Јулијана Лула Митричевић      |
| Милан Гутовић           | Капетан Петар Тодоровић       |
| Богољуб Петровић        | Аца                           |
| Боро Стјепановић        | Славко                        |
| Владимир Поповић        | Уча                           |
| Михајло Костић          | Павле                         |
| Љубиша Самарџић         | Шпанац                        |
| Слободан Алигрудић      | Сеља                          |
| Раде Марковић           | Милан                         |
| Бата Живојиновић        | Четнички поручник             |
| Аљоша Вучковић          | Мајор Гашпар                  |
| Иван Бекјарев           | Цане „Курбла“                 |
| Љубомир Убавкић Пендула | Жиле                          |
| Светлана Бојковић       | Стана                         |
| Ненад Ненадовић         | Мољац                         |
| Вељко Маринковић        | Жандар                        |
| Небојша Бакочевић       | Трта                          |
| Адем Чејван             | Љубиша, Микулин брат          |

| Глумац                | Улога                |
| --------------------- | -------------------- |
| Срђан Дедић           | Цаки                 |
| Горан Плеша           | Миле „Сонда“         |
| Предраг Тодоровић     | Мита „Плајваз“       |
| Горан Султановић      | Раде „Тестера“       |
| Младен Недељковић     | Лале „Пуфна“         |
| Татјана Лукјанова     | Рускиња              |
| Тома Курузовић        | Мисирац              |
| Ирфан Менсур          | наредник Вили        |
| Дара Џокић            | Ана                  |
| Ратко Сарић           | Тоза (Анин отац)     |
| Љубиша Бачић          | Рус                  |
| Милан Пузић           | мајор Др Гроте       |
| Милош Жутић           | Јован Митровић/Ханс  |
| Весна Пећанац         | Дана                 |
| Душан Јанићијевић     | Иван                 |
| Миодраг Крстовић      | поручник Липке       |
| Радисав Радојковић    | Стева                |
| Петар Банићевић       | Боб (пилот)          |
| Дејан Чавић           | Џим (пилот)          |
| Мија Алексић          | Чика Жика            |
| Бранислав Миленковић  | сељак                |
| Хањо Хасе             | Генерал Вермахта     |
| Жика Миленковић       | Наредник Срета       |
| Олга Познатов         | Сретина жена         |
| Бора Тодоровић        | Драги „Кента“        |
| Жижа Стојановић       | Анђелка              |
| Жарко Радић           | Паја                 |
| Божидар Савићевић     | Чика Марко           |
| Зоран Стојиљковић     | Шуле                 |
| Јован Јанићијевић     | Божа                 |
| Вера Дедић            | Ленче (Јоцина жена)  |
| Зоран Цвијановић      | Партизан             |
| Томанија Ђуричко      | Баба Малог           |
| Милка Газикаловић     | Маријина сестра      |
| Мило Мирановић        | Рибар                |
| Мирјана Николић       | Анђела               |
| Богосава Никшић       | Прлетова мајка       |
| Данило Бата Стојковић | Стева (Прлетов отац) |
| Љуба Тадић            | Генерал НОВЈ         |
| Предраг Тасовац       | Мајор Петровић       |
| Светолик Никачевић    | Министар полиције    |
| Јанез Врховец         | Министар 1           |

| Глумац                   | Улога                       |
| ------------------------ | --------------------------- |
| Миливој Поповић Мавид    | Министар 2                  |
| Славко Симић             | Доктор Лукић                |
| Сима Јанићијевић         | Професор                    |
| Боривоје Бора Стојановић | Капетан Шмит/сликар         |
| Тома Јовановић           | Инжењер                     |
| Слободан Перовић         | Јохан Крава                 |
| Никола Јовановић         | Јанко                       |
| Миодраг Лазаревић        | Часовничар                  |
| Ненад Цигановић          | Курир                       |
| Рамиз Секић              | Четник 1                    |
| Ранко Гучевац            | Четник 2                    |
| Владан Живковић          | Четник Радојко              |
| Никола Милић             | Захарије                    |
| Соња Јауковић            | Даринка, мајка Мољца        |
| Душан Тадић              | Станоје                     |
| Михајло Викторовић       | Цвика                       |
| Милутин Бутковић         | Кројач                      |
| Ксенија Јовановић        | Примадона Петронијевић      |
| Стеван Миња              | Аљоша Иванович Белоногов    |
| Милош Кандић             | Веља Ристић                 |
| Велимир Животић          | Чика Миле                   |
| Горан Букилић            | Ађутант немачког генерала   |
| Љев Радченко             | Баџа                        |
| Иво Јакшић               | Немачки лекар               |
| Еуген Вербер             | пуковник Шредер             |
| Мира Пеић                | Певачица                    |
| Ратко Милетић            | Наредник Цветко Стаменковић |
| Душан Вујисић            | Железничар                  |
| Милан Срдоч              | Риста                       |
| Ђорђе Јовановић          | Матија                      |
| Мира Динуловић           | Комшиница                   |
| Бата Камени              | Немачки официр              |
| Милан Панић              | Немачки војник              |
| Слободан Стојановић      | Шеф станице                 |
| Иван Јонаш               | Алас                        |
| Мирко Ђерић              | Марко                       |
| Славица Ђорђевић         | Милерова секретарица        |
| Божидар Пајкић           | Пролазник                   |
| Данило Срећковић         | Командант електране         |
| Живојин Ненадовић        | Агент                       |

## Комплетна ТВ екипа
| Редитељ                   | Александар Ђорђевић     | (13 еп. 1978)                             |
| Сценариста                | Драган Марковић         | (13 еп. 1978)                             |
| Продуцент                 | Стојан Ћулибрк          | продуцент (13 еп. 1978)                   |
| Композитор                | Миливоје Марковић       | (13 еп. 1978)                             |
| Директор фотографије      | Ђорђе Николић           | (13 еп. 1978)                             |
| Монтажер                  | Милица Петровић         | (4 еп. 1978)                              |
| Монтажер                  | Радмила Николић         | (непознат број епизода)                   |
| Монтажер                  | Олга Скригин            | (непознат број епизода)                   |
| Сценограф                 | Миленко Јеремић         | (13 еп. 1978)                             |
| Сценограф                 | Владислав Ласић         | (13 еп. 1978)                             |
| Уметнички директор        | Миленко Јеремић         | (13 еп. 1978)                             |
| Уметнички директор        | Коста Кешкинов          | (13 еп. 1978)                             |
| Уметнички директор        | Младен Лисавац          | (13 еп. 1978)                             |
| Декоратер сцене           | Ђура Кечкеш             | (13 еп. 1978)                             |
| Декоратер сцене           | Иван Поповски           | (13 еп. 1978)                             |
| Декоратер сцене           | Коста Кешкинов          | (непознат број епизода)                   |
| Декоратер сцене           | Младен Лисавац          | (непознат број епизода)                   |
| Костимограф               | Дивна Јовановић         | (13 еп. 1978)                             |
| Одсек за шминку           | Славица Шајкић          | шминкер (13 еп. 1978)                     |
| Одсек за шминку           | Радмила Тодоровић       | шминкерка (13 еп. 1978)                   |
| Одсек за шминку           | Славица Спасић          | шминкерка (непознат број епизода)         |
| Менаџер продукције        | Здравко Николић         | помоћник директора филма (13 еп. 1978)    |
| Менаџер продукције        | Момчило Пешић           | помоћник организатора (13 еп. 1978)       |
| Менаџер продукције        | Слободан Рогановић      | вођа снимања (13 еп. 1978)                |
| Менаџер продукције        | Мирјана Савић           | помоћник организатора (13 еп. 1978)       |
| Менаџер продукције        | Миодраг Станковић       | помоћник директора филма (13 еп. 1978)    |
| Менаџер продукције        | Младен Тодић            | директор филма (13 еп. 1978)              |
| Помоћник режије           | Небојша Ђукелић         | помоћник редитеља (13 еп. 1978)           |
| Помоћник режије           | Милан Лугомирски        | први помоћник редитеља (13 еп. 1978)      |
| Уметнички одсек           | Драгиша Маричић         | сценски реквизитер (13 еп. 1978)          |
| Уметнички одсек           | Гицо Стратиев           | сценски реквизитер (13 еп. 1978)          |
| Одсек за звук             | Синиша Јовановић        | тон мајстор (13 еп. 1978)                 |
| Одсек за звук             | Радмила Николић         | тонска обрада (13 еп. 1978)               |
| Одсек за звук             | Ненад Вукадиновић       | тон мајстор (13 еп. 1978)                 |
| Специјални ефекти         | Зоран Ђорђевић          | специјални ефекти (непознат број епизода) |
| Каскадери                 | Драгомир Станојевић     | каскадер (13 еп. 1978)                    |
| Каскадери                 | Славољуб Плавшић Звонце | каскадер (непознат број епизода)          |
| Одсек за камеру и расвету | Ђурђе Јанковић          | техничар за осветљење (13 еп. 1978)       |
| Одсек за камеру и расвету | Јосип Керекес           | вођа расвете (13 еп. 1978)                |
| Одсек за камеру и расвету | Илија Симић             | техничар за осветљење (13 еп. 1978)       |
| Одсек за камеру и расвету | Бранко Тодоровић        | фотограф (13 еп. 1978)                    |
| Одсек за камеру и расвету | Спасоје Тодоровић       | пратилац камере (13 еп. 1978)             |
| Одсек за камеру и расвету | Витомир Величковић      | пратилац камере (13 еп. 1978)             |
| Одсек за камеру и расвету | Добривоје Животић       | техничар за осветљење (13 еп. 1978)       |
| Одсек за камеру и расвету | Миливоје Животић        | пратилац камере (13 еп. 1978)             |
| Одсек за костим           | Гордана Анђелковић      | асистент костимграфа (13 еп. 1978)        |
| Одсек за костим           | Дара Ћурчин             | гардеробер (13 еп. 1978)                  |
| Одсек за костим           | Јован Стевановић        | гардеробер (13 еп. 1978)                  |
| Одсек за монтажу          | Лепосава Алексић        | асистент монтажера (13 еп. 1978)          |
| Остала екипа              | Александар Илић         | финансијски организатор (13 еп. 1978)     |
| Остала екипа              | Милана Карановић        | секретар режије (13 еп. 1978)             |
| Остала екипа              | Љубен Манцев            | финансијски организатор (13 еп. 1978)     |
| Остала екипа              | Живан Манојловић        | оружар (13 еп. 1978)                      |
| Остала екипа              | Нада Недељковић         | секретар режије (13 еп. 1978)             |

### Каскадери
- Драгомир Станојевић - Бата Камени
- Славољуб Плавшић Звонце

## Награде
Награду за најбољи Глумачки пар године по избору читалаца ТВ Новости добили су Злата Петковић за улогу Марије и Воја Брајовић за улогу Тихог на Филмским сусретима у Нишу 1979. године.

## Занимљивости
- Жарко Радић, Злата Нуманагић, Богољуб Петровић, Светлана Бојковић, Младен Недељковић, Стеван Миња, Рамиз Секић, Љиљана Седлар, Татјана Лукјанова, Еуген Вербер, Љубица Ковић, Весна Пећанац, Милан Пузић, Никола Јовановић, Иво Јакшић, Жижа Стојановић, Мирко Буловић, Живка Матић и Мира Динуловић су се појавили и у овој серији, мада су у првом серијалу тумачили друге улоге.
- Боривоје Стојановић је играо две споредне улоге: прво је играо капетана Шмита у трећој епизоди, а други пут је играо академског сликара у осмој епизоди.
- За стварање лика Марије као инспирација је послужила супруга творца серије Драгана Марковића, балерина Марија, којом се Марковић оженио у време снимања Отписаних.[9]
- Иако је првобитно било планирано да поред Александра Ђорђевића у режирању серије учествују и Горан Марковић и Бранко Балетић, од којих би сваки режирао по четири епизоде, телевизија је пред почетак снимања отказала њихово учешће.[10]
- Као коаутору првог серијала, Синиши Павићу је понуђено место сарадника на сценарију серије, што је он одбио.[6]
- У овој серији, своју последњу улогу одиграо је Слободан Перовић.
- Радња пилот епизоде је могла бити инспирисана протурањем радио станице у Београд у аутомобилу помоћника Недићевог министра Ђонића (Ђокића?).[11]